# Groupe d'armées Afrique
Le groupe d'armées Afrique (Heeresgruppe Afrika ) est un des groupes d'armées allemands de la Wehrmacht pendant la Seconde Guerre mondiale. 
Comme le nombre de forces armées allemandes engagés dans la campagne d'Afrique du Nord est passé de l'engagement initial à un petit corps, les Allemands ont développé une structure de commandement plus élaborés avec l'Afrika Korps, avec des unités italiennes dans ce nouveau structure de commandement allemand, une succession de différents commandements allemands ont été créés pour gérer les actifs de l'Axe en Afrique.
Le groupe d'armées Afrika a été mis en place le 22 février 1943 en Afrique. Le groupe de commandement était composé du haut commandement du Deutsch-Italienische Panzerarmee (Armée de panzer germano-italien) et du personnel de l'organisation en Tunisie.
Le 13 mai 1943 le groupe d'armées Afrique capitule. 
Désignation successives
- Panzergruppe Afrika: d'août 1941 à janvier 1942
- Panzerarmee Afrika: de janvier 1942 à octobre 1942
- Deutsch-Italienische Panzerarmee: d'octobre 1942 à février 1943
- Heeresgruppe Afrika: de février 1943 au 13 mai 1943

## Commandement suprême
| Date                         | Commandant                          |
| ---------------------------- | ----------------------------------- |
| du 22 février au 9 mars 1943 | Generalfeldmarschall Erwin Rommel   |
| du 10 mars au 13 mai 1943    | Generaloberst Hans-Jürgen von Arnim |

## Chef d'état-major
| Date                           | Commandant                   |
| ------------------------------ | ---------------------------- |
| du 22 février au 1er mars 1943 | Oberst Fritz Bayerlein       |
| du 1er mars au 7 mai 1943      | Generalleutnant Alfred Gause |

## Organisation
Troupes rattachées au groupe d'armées
- Heeresgruppen-Nachrichten-Regiment 504) (régiment de transmission)

Unités faisant partie du groupe d'armées
| Date | Armées                              |
| ---- | ----------------------------------- |
| 1943 |                                     |
| Mars | 1re armée italienne, 5. Panzerarmee |

## Source
- (en) Cet article est partiellement ou en totalité issu de l’article de Wikipédia en anglais intitulé « Army Group Africa » (voir la liste des auteurs).